# Пахлава
Пахлава или баклава (предположительно от среднемонгольского baɣla — заворачивать) МФА: [ba.klaː.ʋa]о файле — восточная сладость в виде пропитанного маслом и сиропом слоёного пирога с начинкой из растёртых орехов, сахара и кардамона.

## История
По словам историка Нури Джанлы, первое упоминание об этой восточной сладости датировано XV веком: 
«В поваренной книге музея османских султанов во дворце Топкапы сохранилась запись времён султана Мехмеда II, согласно которой первая „паклава“ была приготовлена во дворце в августе 1453 года. Уверяют, что султану настолько понравилось изобретение повара, что он повелел увековечить его рецепт. С тех пор пахлаву готовят на каждом празднике».
Тем не менее, ранее по тексту тот же историк утверждает: «Традиция готовить тонкое тесто для пахлавы пришла от ассирийцев», тем самым, перенося время создания десерта на много веков назад, в Древнюю Месопотамию.
Пахлава упоминается в стихотворении «Песнь застолья и веселья» армянского поэта XVII века Андреаса Арцкеци.

## Теория плацинды
Слово плацинда происходит от древнегреческого слова plakous, что означает «нечто плоское и широкое». Хотя рецептов греческого plakous не сохранилось, этот термин известен из произведения комического поэта Антифана, цитируемого Афинеем:

«Потоки рыжевато-коричневой пчелы, смешанные с ледяной рекой блеющих коз, помещены в плоский сосуд девственной дочери Деметры, где наслаждаются десятью тысячами нежных начинок».

Самый ранний известный нам кулинарный рецепт, напоминающий пахлаву, относится ко II веку до нашей эры. Это — рецепт древнеримского пирога «плацинда», и происходит он из труда древнеримского политика и писателя Марка Порция Катона Старшего «О земледелии». Оригинальный рецепт, приведённый Катоном, следующий:

Сформируйте плацинду следующим образом: расстелите один слой тракты («раскатанное тесто для выпечки»). Затем покройте смесью [сыра и мёда] из ступки. Поверх расстелите ещё один слой тракты, затем слой начинки, и продолжайте так, пока весь сыр и весь мёд не будут израсходованы. Закончив слоем тракты… поместите плацинду в духовку и накройте её разогретой крышкой… Готовую плацинду полейте мёдом.— Катон Старший, De Agri Cultura 160 г. до н. э.
В связи с тем, что Катон был известен как консервативный сторонник собственно римской культуры и противник «порочных» греческих заимствований, среди исследователей нет единого мнения о том, является ли приведённый Катоном рецепт собственно римским или всё таки греческим. Так, исследователь Патрик Фаас, признавая плацинду «прародительницей» пахлавы, всё же настаивает на первом варианте:
«Греки и турки до сих пор спорят, какие блюда были изначально греческими, а какие турецкими. Пахлава, например, востребована обеими сторонами. Однако, необходимо помнить, что и греческая, и турецкая кухня основывались на кухне Византийской империи, которая была продолжением кухни Римской империи. Римская кухня многое позаимствовала у древних греков, но плацинда (и, следовательно, пахлава) имела латинское, а не греческое происхождение — обратите внимание, что именно консервативный, антигречески настроенный Катон оставил для нас запись этого рецепта».
С другой стороны, исследователь Эндрю Долби, размышляя, почему Катон включил в свою книгу раздел о хлебе и пирожных, содержащий рецепты, по мнению исследователя, заимствованные из греческой традиции, пишет следующее:
Мы не можем быть уверены до конца, почему в этом трактате вообще существует раздел рецептов хлеба и пирожных (74-87), происходящих из греческой традиции, и, возможно, прямо заимствованных из греческой кулинарной книги. Возможно, Катон включил их в свой труд для того, чтобы хозяин и гости могли развлечься вкусными блюдами при посещении фермы; возможно, чтобы использовать их в качестве подношения богам; но наиболее вероятно, на мой взгляд, он сделал потому, что подобную выпечку хозяин фермы мог с выгодой продать на соседнем рынке.
Некоторые исследователи предполагают, что уже в византийскую эпоху римский пирог плацинда развился в современную пахлаву. Так, историк Спирос Врионис описывает «коптоплакус» (κοπτοπλακοῦς), тип «плакус» (плацинды), как «византийское блюдо, такое же, как турецкая пахлава».
Сегодня латинским словом placenta (греч. πλατσέντα) на греческом острове Лесбос называется сладкий пирог из тонко раскатанного теста, пропитанного сиропом с добавлением местного крепкого алкоголя — узо. Однако, этот рецепт может иметь и позднейшее происхождение.

## Приготовление
Пахлава — многослойный десерт. Пахлаву изготавливают из листов теста толщиной с бумагу, которые промазываются маслом и выкладываются слоями в прямоугольную посуду для выпечки, перемежая со слоями начинки, представляющей собой смесь мёда и орехов (чаще всего грецких орехов или фисташек). Для придания пахлаве дополнительного вкуса могут использоваться лимонный сок, специи, розовая вода. После приготовления, пахлаву обычно нарезают на кусочки квадратной или ромбовидной формы.
Наиболее известный в советский период сорт пахлавы, распространённый в Азербайджане и в Армении, и имевший в советских ГОСТах название «Бакинская пахлава», готовился с начинкой из смеси мёда, специй и грецких орехов. После приготовления бакинская пахлава нарезалась на ромбики так, чтобы разрезанными оказались все слои, кроме самого нижнего. После этого бакинскую пахлаву смазывали сырым желтком (для глянца), и в каждый ромбик втыкали сверху половинку или четвертинку грецкого ореха. Это был наиболее распространённый в СССР вариант пахлавы.
Кроме того, на современном Ближнем Востоке — в Турции, Иране, арабских странах, существует множество других вариантов пахлавы, зачастую имеющие собственные названия.

## Галерея
- Фисташковая баклава из Газиантепа
- Фисташковая пахлава из Газиантепа, Турция
- Для приготовления пахлавы используются большие противни
- Греческая баклава с грецкими орехами
- Поднос с пахлавой в Косове
- Пахлава из Газиантепа
- Пахлава из Гянджи
- Пахлава из Губы
- Несколько видов пахлавы
- Армянская пахлава
- Азербайджанская пахлава
- Алжирская пахлава
- Поднос с пахлавой в Старом городе, Иерусалим
- Поднос с тунисской выпечкой, включая пахлаву